# Sanctuaire Notre-Dame-du-Mont-Carmel de Middle Park
Pour les articles homonymes, voir sanctuaire Notre-Dame-du-Mont-Carmel.
Le sanctuaire Notre-Dame-du-Mont-Carmel est une église située dans la ville de Port Phillip du Grand Melbourne en Australie, que l’Église catholique rattache à l’archidiocèse de Melbourne. Il est situé à l’angle des rues Richardson et Wright à Middle Park, et administré par les Carmélites.
La Conférence des évêques catholiques australiens semble l’accepter comme sanctuaire national, en continuité de sa dédication en tant que « sanctuaire national » en 1944, bien que cela soit douze ans avant la publication de la définition officielle (communiquée aux ordinaires en 1956).
Il est l’un des deux sanctuaires nationaux du Grand Melbourne, avec le sanctuaire Sainte-Thérèse-de-Lisieux de Kew dans la ville de Boroondara, nommé lui « sanctuaire national » en 1931. Le sanctuaire Saint-Antoine de Hawthorn a aussi parfois utilisé ce terme, mais sans raison évidente.

## Historique
La construction de l'église a démarré en 1912 pour s'achever en 1928. Elle abrite une congrégation de Carmélites.